# يوشيكادز فوجيموتو
يوشيكادز فوجيموتو (باليابانية: 藤本 義一) (مواليد 13 ديسمبر 1972 للميلاد)، هو لاعب كرة قدم سابق كان يلعب كمدافع.